# Le Mont-Saint-Michel
Le Mont-Saint-Michel (in normanno Mont Saint Miché) è un comune francese di 33 abitanti situato sul golfo di Saint-Malo, nel dipartimento della Manica, regione della Normandia. Importantissima località turistica francese, è nota anche per essere un’isola tidale, ossia un'isola che viene unita da una lingua di sabbia, che emerge e scompare a seconda delle maree, alla terraferma.
Nota: un trattino permette di differenziare tra il comune e l'isolotto. Secondo la nomenclatura ufficiale dell'INSEE l'unità amministrativa si chiama (Le) Mont-Saint-Michel, mentre l'isolotto è chiamato Mont Saint-Michel.

## Geografia fisica
Fa parte del cantone di Pontorson, nella circoscrizione (arrondissement) di Avranches.
Il comune è composto da tre territori:
- L'isola tidale di Mont Saint-Michel
- La strada dipartimentale 976 tra l'isola tidale di Mont Saint-Michel e l'incrocio con la dipartimentale 275 (2,7 km di lunghezza)
- La località di La Caserne presso l'incrocio tra D 976 e D 275 sul fiume Couesnon
- Un'exclave a 500 m da La Caserne che comprende le località di Camus Ouest, Camus Est, Belmontel, Saincey e Ferme Neuve oltre a tre piccoli stagni

L'exclave confina con i comuni di Beauvoir, mentre la parte più abitata confina sempre con Beauvoir e con il comune di Pontorson.

## Monumenti e luoghi d'interesse

### L'abbazia di Mont-Saint-Michel
Il Mont-Saint-Michel e la sua baia sono il sito turistico più frequentato della Normandia e il secondo monumento più visitato di Francia. L'intero sito è inserito nella lista dei monumenti storici dal 1862, mentre il comune e la baia fanno parte del Patrimonio mondiale dell'umanità dell'UNESCO dal 1979.
Il centro naturale del comune è l'isolotto roccioso del Mont Saint-Michel, su cui sorge la celebre abbazia medioevale e altri edifici storici. A 170 metri al di sopra del livello del mare, in cima alla guglia della chiesa abbaziale, si trova la statua di san Michele in onore del quale fu costruito il santuario.

#### Le maree al Mont-Saint-Michel
A causa dell'intervento umano, la sedimentazione attorno al Mont stava facendo retrocedere sempre più il mare. Per questa ragione, dopo dieci anni di lavori, è stato inaugurato il nuovo ponte-passerella che sostituisce la vecchia strada. Dal 22 luglio 2014, infatti, i visitatori possono raggiungere il Mont attraverso il nuovo accesso creato dall'architetto austriaco Dietmar Feichtinger, vincitore del concorso per il collegamento sopraelevato al Mont-Saint-Michel. Il nuovo ponte-passerella su piloni permette all'acqua di circolare liberamente e, non appena il coefficiente della marea oltrepassa 110, permette al Mont di ritrovare il suo carattere marittimo.
Il 2015 è stato l'anno di quella che è stata definita "la grande marea del secolo". In quell'occasione, la marea aveva raggiunto un coefficiente di 119 (il massimo possibile è di 120) con due alte maree, una al mattino e una più intensa alla sera.

## Società

### Evoluzione demografica
Abitanti censiti

## Amministrazione

### Gemellaggi
Monte Sant'Angelo